# اعتلال بيضاء الدماغ متعدد البؤر المترقي
اعتلال بيضاء الدماغ متعدد البؤر المترقي (بالإنجليزية: Progressive multifocal leukoencephalopathy)‏ويسمى ايضاً اعتلال بيضاء الدماغ متعدد البؤر التقدمي وهو التهاب نادر في الدماغ يمكن أن يؤدي إلى الموت أو الإعاقة الشديدة.

## العلامات والأعراض
قد تتطور الأعراض على مدى عدة أسابيع إلى أشهر، ويعتمد هذا على موضع الضرر في الدماغ ودرجته. تشمل أشيع الأعراض «الخرق والضعف المترقي والتغيرات البصرية والكلامية والشخصية أحيانًا». قد تؤدي الآفات التي تصيب الفصين الجداري والقذالي في الدماغ إلى ظاهرة تُعرف بمتلازمة اليد الغريبة.

## الآلية المرضية
ينتمي «بّي إم إل» إلى الأمراض المزيلة للميالين، وفيها يزول الغمد المياليني المغلف لمحور الخلية العصبية تدريجيًا، ما يضعف عملية نقل النبضات العصبية. يؤثر الداء على المادة البيضاء تحت القشرية، خاصةً تلك الموجودة في الفصين الجداري والقذالي. يدمر «بّي إم إل» الخلايا الدبقية قليلة التغصن وينتج جسيمات اندخاليةً ضمن النواة، وهو مشابه لمرض التصلب المتعدد (من الأمراض المزيلة للميالين) لكنه أسرع ترقيًا. يتناسب تحطم الميالين مع درجة العوز المناعي.

## التشخيص
يُشخص «بّي إم إل» لدى المصابين بنمط مترقٍ من المرض مع وجود فيروس جي سي في دنا السائل النخاعي وكشف آفات ثابتة في المادة البيضاء على صورة المرنان المغناطيسي (إم آر آي)، ويمكن اللجوء إلى خزعة الدماغ التي تُظهر إمراضيةً نسيجيةً تشمل زوال الميالين وخلايا نجميةً شاذةً مع نوًى دبقية متضخمة قليلة التغصنات إضافةً إلى التقنيات التي تكشف وجود فيروس جي سي.
يشمل الدليل الوصفي على داء اعتلال بيضاء الدماغ متعدد البؤر المترقي على التصوير الطبقي المحوري وجود آفات متعددة البؤر غير ظليلة ناقصة الكثافة دون تأثير كتلي، لكن المرنان المغناطيسي يفوقه حساسيةً بكثير. تمثل المادة البيضاء القشرية في الفصين القذالي الجداري والجبهي أشيع مناطق وجود الآفات، لكنها قد تصيب أي منطقة من الدماغ مثل العقد القاعدية والمحفظة الظاهرة وبنى الحفرة القحفية الخلفية مثل جذع الدماغ والمخيخ، ورغم أن تعدد البؤر هو القاعدة، يكون «بّي إم إل» المرافق للعلاج بالناتاليزوماب وحيد البؤرة غالبًا، وأشيع أماكن وجودها في الفص الجبهي.

## الإنذار
يموت ثلث إلى نصف المصابين بالمرض خلال الأشهر الأولى من التشخيص اعتمادًا على شدة الداء الكامن، وقد يعاني الناجون من درجات مختلفة من العجز العصبي.

## الأسباب
سبب الإصابة بهذا المرض هو فيروس جي سي حيث يدمّر هذا الفيروس أغطية الأعصاب في الدماغ ويسبّب ضعفاً متزايداً وصعوبة في البلع وفقد البصر وعدم القدرة على المشي وفقد الذاكرة وصعوبة التفكير
تحدث في العادة لدى الأشخاص الذين يعانون من ضعف في جهاز المناعة، لا أحد يقدر أن يتنبأ بالأشخاص الذين قد يصابون بعدوى في
الدماغ
قد تكون احتماليات الإصابة بهذه العدوى مرتفعة في حالة كان الشخص يستخدم أدوية تضعف جهاز المناعة، كالعلاجات الأخرى لمرض التصلب العصبي حتى لو كنت تستخدم التاسابري منفردا لمرض لعلاج التصلب العصبي، فان المريض لا يزال عرضه للاصابه بعدوى الدماغ 

## العلاج
لا توجد ادوية أو علاج فعال حالياً لهذا المرض وانما يكون العلاج لوقف تقدم المرض وعلاج الأعراض المصاحبة له. تعطى للمرضى المصابين باعتلال بيضاء الدماغ متعدد البؤر ادوية الإنترفيرون . وعادة ما يستمر العلاج لعدة أشهر، ولكن 80٪ من المرضى على الاغلب يموتون في غضون تسعة أشهر. ليس هناك علاج فعال لهذا المرض على وجه الدقة، والعلاج أساسا للأعراض وداعمة لبقاء المريض أطول فترة ممكنة على قيد الحياة، ولكن الوقاية من المضاعفات والعلاج من المرض الأساسي، وتحسين الوظيفة المناعية. التطبيق المبكر لسيتارابين قد سيطر على المرض، ودور تثبيط الفيروس 2 mg/Kg الجرعة، عن طريق الوريد بالتنقيط.

## وصلات إضافية
- Overview at معاهد الصحة الوطنية الأمريكية
- Overview at كليفلاند كلينك
- HIV-1 Associated Opportunistic Infections: PML في موقع إي ميديسين
- مدلاين بلس Progressive multifocal leukoencephalopathy
- PML Disease Support Website